# Vrbica (biljni rod)
Vrbica (lat. Lythrum), rod od tridesetak vrsta jednogodišnjeg raslinja i trajnica iz porodice vrbičevki (Lythraceae). rasprostranjen je po Europi, Aziji, Africi i Sjevernoj i Južnoj Americi.
U Hrvatskoj postoji nekoliko vrsta,  sipanska vrbica, potočni pilićnjak, purpurna vrbica, četveročlana vrbica,  šibasta vrbica i L. tribracteatum

## Vrste
1. Lythrum acutangulum Lag.
2. Lythrum alatum Pursh
3. Lythrum anatolicum Leblebici & O. Seçmen
4. Lythrum baeticum Gonz. Albo
5. Lythrum borysthenicum (Schrank) Litv.
6. Lythrum bryantii Brandegee
7. Lythrum californicum Torr. & A. Gray
8. Lythrum curtissii Fernald
9. Lythrum flagellare Shuttlew. ex Nieuwl.
10. Lythrum flexuosum Lag.
11. Lythrum gracile Benth.
12. Lythrum hyrcanicum (Sosn.) comb. ined.
13. Lythrum hyssopifolia L., sipanska vrbica ili mala vrbica
14. Lythrum junceum Banks & Sol.
15. Lythrum komarovii Murav.
16. Lythrum lineare L.
17. Lythrum lydiae Sytin
18. Lythrum maritimum Kunth
19. Lythrum nanum Kar. & Kir.
20. Lythrum netofa Vered, Mazar & Gazaix
21. Lythrum ovalifolium Engelm. ex A. Gray
22. Lythrum paradoxum Koehne
23. Lythrum portula (L.) D. A. Webb, Potočni pilićnjak
24. Lythrum rotundifolium Hochst. ex A. Rich.
25. Lythrum salicaria L., purpurna vrbica ili obična vrbica
26. Lythrum schelkovnikovii Sosn.
27. Lythrum silenoides Boiss. & Noë
28. Lythrum theodori Sosn.
29. Lythrum thesioides M. Bieb.
30. Lythrum thymifolia L., četveročlana vrbica ili tamjankolista vrbica
31. Lythrum tribracteatum Spreng., troperkasta vrbica
32. Lythrum virgatum L., šibasta vrbica ili šibljasta vrbica
33. Lythrum volgense D. A. Webb
34. Lythrum wilsonii Hewson